# ذغريوت (المهرة)

تعديل مصدري - تعديل

ذغريوت هي إحدى قرى عزلة دمقوت بمديرية حوف التابعة لمحافظة المهرة، بلغ تعداد سكانها 31 نسمة حسب تعداد اليمن لعام 2004.